# Westendorf (Augsburg járás)
Westendorf település Németországban, azon belül Bajorországban. Lakosainak száma 1733 fő (2023. december 31.).

## Népesség
A település népessége az elmúlt években az alábbi módon változott:
| Lakosok száma | 562  | 1150 | 1130 | 1122 | 1528 | 1524 | 1578 | 1647 | 1705 | 1733 |
|               | 1875 | 1950 | 1975 | 1987 | 2012 | 2014 | 2016 | 2017 | 2021 | 2023 |